# Melipotes carolae
Chim ăn mật (Melipotes carolae) là một loài chim có bộ lông màu xám muội và mỏ màu đen. 
Đây là một loài đặc hữu của Indonesia, nó được phát hiện trong tháng 12 năm 2005. Nó được tìm thấy trong rừng núi xa xôi của dãy núi Foja, Tây New Guinea ở độ cao trên 1.150 mét.
Các loài chim đầu tiên được tìm thấy tại New Guinea từ năm 1939, chim ăn mật là một trong hơn hai mươi loài mới được phát hiện bởi một nhóm các nhà khoa học mười một đến từ Australia, Indonesia và Hoa Kỳ, dẫn đầu bởi một nhà nghiên cứu chim người Mỹ và ngược Melanesia Bảo tồn Quốc tế - Chủ tịch Bruce Beehler.